# Oryxa carinulata
Oryxa carinulata är en insektsart som först beskrevs av Schmid 1904.  Oryxa carinulata ingår i släktet Oryxa och familjen Flatidae. Inga underarter finns listade i Catalogue of Life.